# Logiciel d'écriture de scénario
Un logiciel d'écriture de scénario est un logiciel de traitement de texte spécialisé dans l'écriture des scénarios. Le besoin d'un tel type de logiciel spécifique est lié aux particularités du format standard des scénarios qui ne sont pas ou mal pris en charge par les traitements de texte classiques. Notamment, la gestion des sauts de page imposés par le format des scénarios est difficile à implémenter.

## Historique
Le premier logiciel d'écriture de scénarios était Scriptor, un formateur de script, édité par Screenplay Systems. Il se contentait simplement d'ajouter les sauts de pages nécessaires dans un fichier issu d'un traitement de texte DOS.
Plus tard, les outils d'écriture de scénarios furent des ajouts à Microsoft Word. Warren Script Application était à l'origine un ensemble de feuilles de styles pour Word sur systèmes DOS. Il fut mis à jour pour Word pour Windows aux alentours de 1988.
gScript, un partagiciel de formatage de script, a été développé par CompuServe en 1989. Il était inclus dans le CD-Rom qui accompagnait le livre Take Word for Windows to the Edge, publié par Ziff-Davis en 1993. Depuis, il a été mis à jour et une version commerciale, ScriptWright, est sortie.
La troisième génération de logiciels d'écriture de scénarios contient des logiciels comme Movie Magic Screenwriter, Final Draft et Cinovation's Scriptware, IMAGINE movie édité par la société française MOVIE solutions.
La dernière génération ajoute des fonctionnalités de stockage en ligne et d'édition collaborative. De récents partenariats, comme ceux annoncés entre Movie Magic Screenwriter et Scripped, pourraient apporter à ces logiciels des fonctionnalités de synchronisation en-ligne et hors-ligne.
Adobe a annoncé le logiciel d'édition Adobe Story qui supporte la synchronisation en-ligne et hors-ligne, et l'édition collaborative. Ce logiciel a été abandonné par Adobe depuis 2020.
Enfin, Trelby est un outil simple, élégant et rapide pour écrire facilement des scénarios. Il est configurable à l'infini, et est un outil Open source auquel on peut contribuer qui a désormais un successeur libre, Kit Scenarist, particulièrement performant et moderne (intégrant notamment le langage Fountain).

## Les logiciels
Les principaux logiciels d'écriture de scénario sont des standalone (logiciel autonome). On peut citer Celtx (en), DreamaScript, Fade In Professional Screenwriting Software, Final Draft, FIRECAMP, KitScenarist (open source), oStoryBook (logiciel libre) Scrivener, Montage, Movie Magic Screenwriter, Storyist, Movie Outline, Page 2 stage, Plot Builder, Practical Scriptwriter, Adobe Story, , IMAGINE movie, Script It! et Sophocles.
Il existe également aujourd'hui des applications destinées aux ordiphones permettant d'écrire des scénarios. Ces applications permettent de créer des scénarios, mais aussi d'en importer depuis les principaux logiciels d'écriture, comme Final Draft et Celtx, ou encore КИТ Сценарист (Kit Scenarist). Il existe par exemple Scripts Pro pour les systèmes iOS. 
Enfin, des applications web comme Scripped, ScriptBuddy, PlotBot, WriterDuet, FIRECAMP ou encore Zhura permettent d'écrire des scénarios sans installer de logiciels.
Fountain, une surcouche au langage Markdown, co-développé par le scénariste John August, permet d'écrire des scénarios dans n'importe quel outil permettant d'écrire du texte. Ceci inclut les outils d'écriture de scénarios, des éditeurs de mails, ou, théoriquement, dans tout environnement permettant de saisir du texte à passer dans un OCR.
Beaucoup d'autres programmes comme LibreOffice Writer disposent de greffons dédiés à l'écriture de scénarios. On peut citer Dr. Format et Script Wizard. Il existe également un package LaTeX nommé screenplay.
Certaines applications, comme Celtx et Sophocles, incorporent également des fonctionnalités de planification du tournage et de budgétisation des films.  D'autres, comme Zhura ou FIRECAMP, proposent des outils d'édition collaborative.